# Kop van Schouwen
Das Fauna-Flora-Habitat-Gebiet Kop van Schouwen liegt auf der Insel Schouwen-Duiveland in der niederländischen Provinz Zeeland. Das 22,4 km² große Schutzgebiet gehört zum europäischen Schutzgebietsnetz Natura 2000. Es umfasst die Dünenlandschaft an der Nordwestküste der Insel. Es zeichnet sich durch eine große Vielfalt verschiedener Dünengesellschaften aus.
Das Gebiet grenzt im Norden und Westen an das Natura-2000-Gebiet Noordzeekustzone und im Süden an das Natura-2000-Gebiet Voordelta. Es wurde im Jahr 1996 als FFH-Gebiet vorgeschlagen. 2004 erfolgte die Bestätigung als Gebiet gemeinschaftlicher Bedeutung (SCI) und 2013 die Ausweisung als Besonderes Erhaltungsgebiet (SAC).

## Schutzzweck

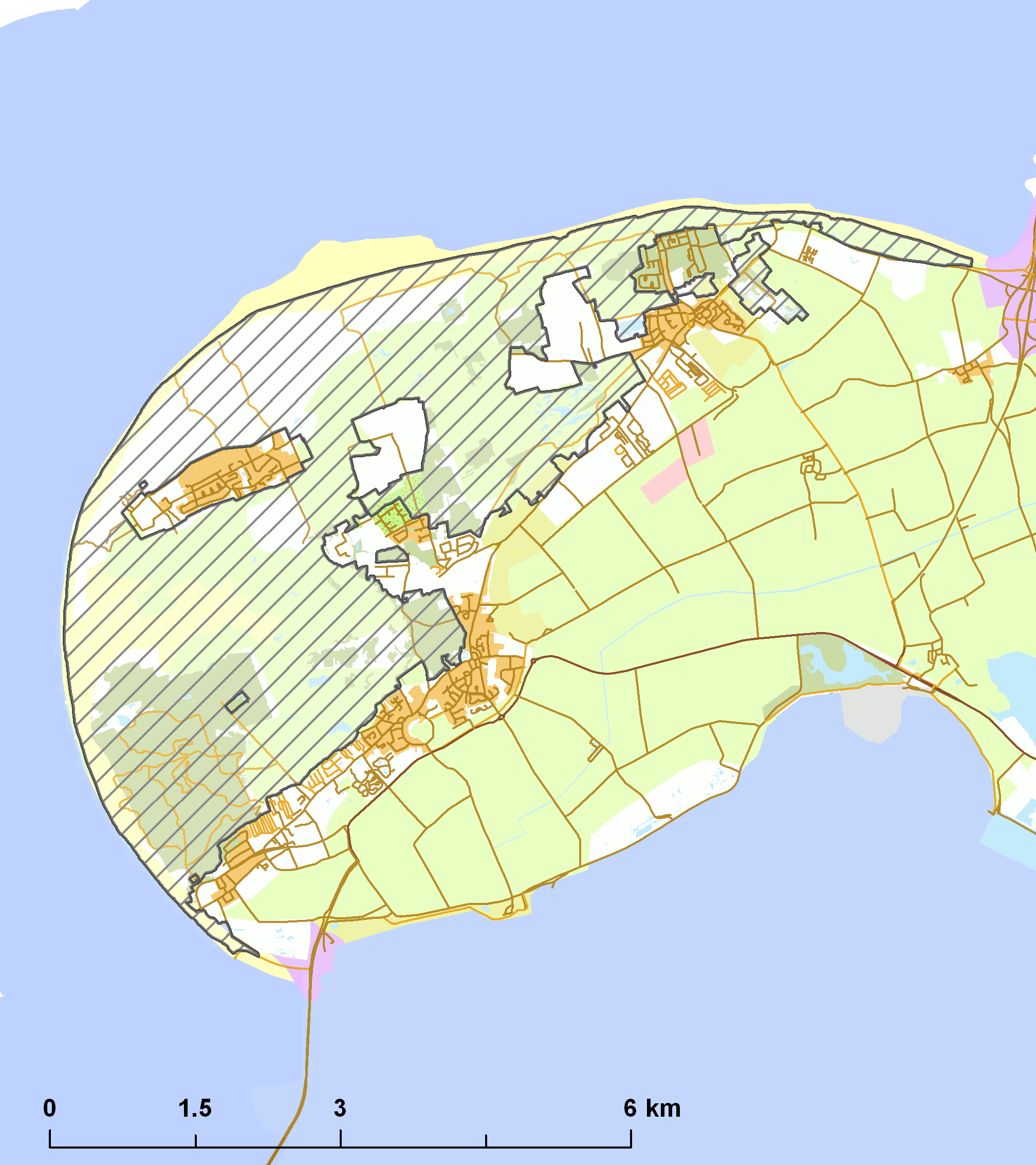
Karte des Schutzgebiets (schraffiert)

### Lebensraumtypen
Folgende Lebensraumtypen nach Anhang I der FFH-Richtlinie kommen im Gebiet vor; prioritäre Lebensraumtypen sind mit * gekennzeichnet:
| EU Code | * | Lebensraumtyp (offizielle Bezeichnung)                                                             | Fläche (ha) |
| ------- | - | -------------------------------------------------------------------------------------------------- | ----------- |
| 1330    |   | Atlantische Salzwiesen (Glauco-Puccinellietalia maritimae)                                         | 2,3         |
| 2110    |   | Primärdünen                                                                                        | 18,7        |
| 2120    |   | Weißdünen mit Strandhafer Ammophila arenaria                                                       | 54,6        |
| 2130    | * | Festliegende Küstendünen mit krautiger Vegetation (Graudünen)                                      | 558         |
| 2150    | * | Festliegende entkalkte Dünen der atlantischen Zone (Calluno-Ulicetea)                              | 10,0        |
| 2160    |   | Dünen mit Hippophaë rhamnoides                                                                     | 378         |
| 2170    |   | Dünen mit Salix repens ssp. argentea (Salicion arenariae)                                          | 20,4        |
| 2180    |   | Bewaldete Dünen der atlantischen, kontinentalen und borealen Region                                | 206         |
| 2190    |   | Feuchte Dünentäler                                                                                 | 36,3        |
| 6410    |   | Pfeifengraswiesen auf kalkreichem Boden, torfigen und tonig-schluffigen Böden (Molinion caeruleae) | 9           |

### Arteninventar
Folgende Arten von gemeinschaftlichem Interesse sind für das Gebiet gemeldet (Prioritäre Arten sind mit * gekennzeichnet):
| EU Code | * | Art                    | wissenschaftlicher Name      | Artengruppe |
| ------- | - | ---------------------- | ---------------------------- | ----------- |
| 1014    |   | Schmale Windelschnecke | Vertigo angustior            | Schnecken   |
| 1340    |   | Nordische Wühlmaus     | Microtus oeconomus arenicola | Säugetiere  |
| 1903    |   | Sumpf-Glanzkraut       | Liparis loeselii             | Pflanzen    |